# دهب شل
دهب شل (بالصومالية: Dahabshiil) هي شركة تحويل أموال دولية وجزء من شركة حوالات مصرفية عالمية مقرها في إمارة دبي في الإمارات العربية المتحدة. كما تقوم الشركة بالعديد من مشاريع مجتمعية عديدة في الصومال.
في كانون الأول (ديسمبر) 2011، نشرت صحيفة ذي إندبندنت البريطانية نتائج التحقيقات السرية التي قامت بها شركة شركة العلاقات العامة «بيل بوتينغر» في المملكة المتحدة. بناء على التقارير المستقلة، دللت «بيل بوتينغر» على نجاحها بطبي تقارير الإنترنت المتعلقة بوكلاء شركة دهب شل الذين اعتقلوا في غوانتنامو في الفترة من 2002-2009.
تأسست الشركة في أوائل السبعينيات، وتعمل من أكثر من 24000 منفذًا وتوظف أكثر من 2000 شخص في 126 دولة. يقدم خدمات مالية للمنظمات الدولية، وكذلك للشركات الكبيرة والصغيرة والأفراد. كما تشارك الشركة في العديد من مشاريع بناء المجتمع في أرض الصومال. إنها أكبر شركة لتحويل الأموال في إفريقيا.

## عن الشركة

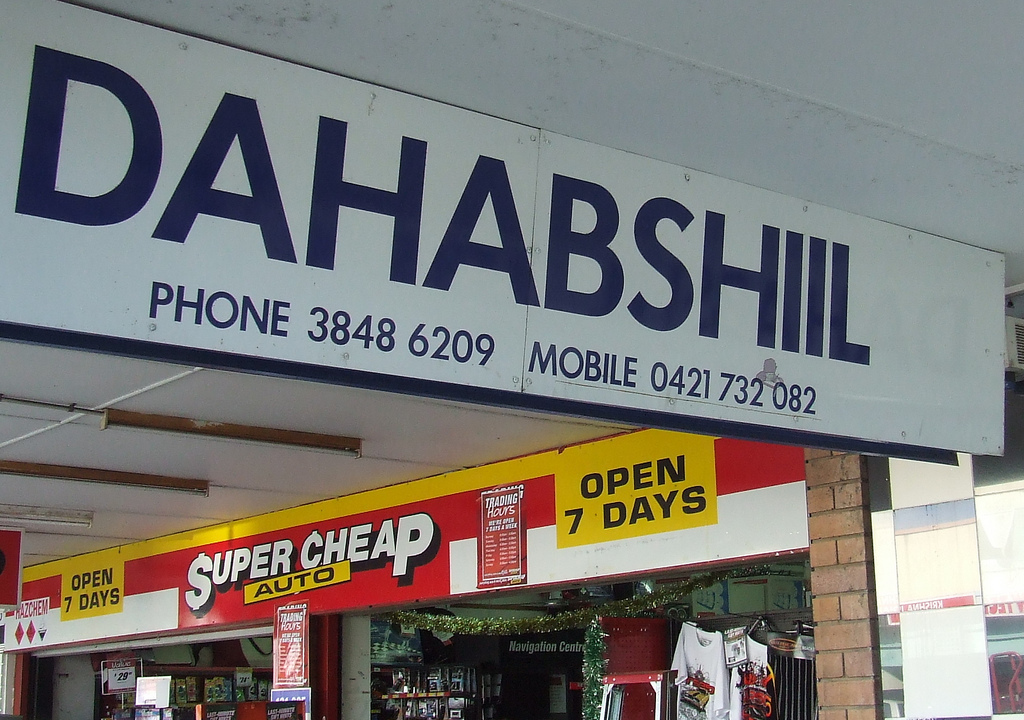
منفذ امتياز دهبشيل في بريسبان، أستراليا.

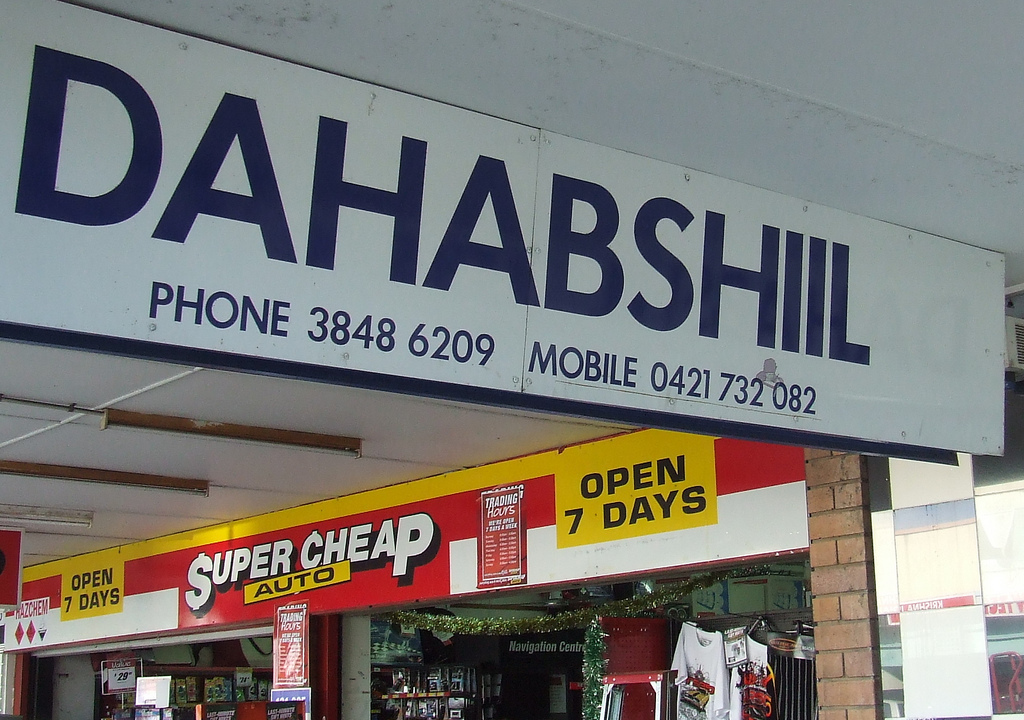
أحد منافذ البيع في بريزبان، أستراليا.

تأسست شركة دهب شل (والتي يعني اسمها صياغة الذهب) عام 1970 على يد محمد سعيد دويل وهو رجل أعمال صومالي في مدينة برعو عامة مقاطعة توغدير في منطقة صوماليلاند الحديثة.
بدأت الشركة بشكل عام كمؤسسة للتجارة العامة متخصصة في سمسرة تحويلات الأموال في عقد السبعينيات من القرن العشرين. في تلك الفترة هاجر العديد من الصوماليين من مناطق شمال الصومال إلى الدول العربية في الخليج العربي للعمل. ما أدى إلى الطلب المتزايد على خدمات تحويل الأموال بين هؤلاء العمال المهاجرين وأسرهم
نظراً للرقابة على تحويلات الصرف الأجنبي الذي فرضته الحكومة الصومالية في ذلك الوقت، كانت الأموال تحوّل عبر نظام تحويل يعرف باسم فرانكو فالوتا (بالإنجليزية: Franco Valuta) والذي تضمن استيراد البضائع وإرسال العائدات من بيعها إلى عائلات المهاجرين شكلت هذه المعاملات التجارية جزءاً من أعمال شركة دهب شل في جميع الأرجاء في ثمانينيات القرن العشرين.
أثناء الحرب الأهلية الصومالية، كانت عائلة دويلي من بين مئات الآلاف الذين تراجعوا إلى المناطق التي يقطنها صوماليون في إقليم أوغادين في إثيوبيا المجاورة. فقد انهارت الأعمال في الصوما، لكن عائلة دويلي كانت قادرة على الاستفادة من شبكة واسعة من الاتصالات في الخليج العربي لإعادة تأسيس المشروع، وأنشأت مكتباً صغيراً في إثيوبيا لخدمة المجتمعات المحلية الصومالية من النازحين في إثيوبيا وجيبوتي.
عام 1989، افتتحت دهب شل أول مكتب لها في لندن، حيث وصل إليها عدد من النازحين الصوماليين خلال الحرب. وقد أدار هذا الفرع عبدي راشد دويلي وهو ابن محمد دويلي، وقد بدأ بتوسعة الأعمل بازدياد أعداد الجالية الصومالية في المملكة المتحدة.

## التاريخ
دهبشيل (تعني «مصهر الذهب» ) تأسست في عام 1970 من قبل محمد سعيد دوالي، رجل أعمال صومالي مقيم في بوراو، عاصمة مقاطعة توغدير في أرض الصومال الحديثة.
في البداية كانت شركة تجارية عامة، بدأت الشركة متخصصة في سمسرة التحويلات خلال السبعينيات، عندما هاجر العديد من الذكور الصوماليين من أرض الصومال إلى دول الخليج للعمل. وقد أدى ذلك إلى زيادة الطلب على الخدمات لتحويل الأموال من هؤلاء العمال المهاجرين إلى عائلاتهم.
بسبب ضوابط الصرف الأجنبي التي فرضتها الحكومة الصومالية في ذلك الوقت، تم تحويل معظم الأموال عبر نظام قائم على التجارة يعرف باسم فرانكو فالوتا، وشملت العملية الأخيرة استيراد البضائع، التي تم إرسال عائدات بيعها إلى أسر المهاجرين. شكلت هذه المعاملات الجزء الأكبر من أعمال دهبشيل طوال الثمانينيات.
مع اقتراب الحرب الأهلية الصومالية بسرعة، كانت عائلة دوالي من بين مئات الآلاف الذين انسحبوا إلى المنطقة الصومالية المأهولة بالسكان الصوماليين في إثيوبيا المجاورة. انهارت الأعمال التجارية في أرض الصومال، لكن دوالي تمكنت من الاعتماد على شبكة واسعة من الاتصالات في الخليج لإعادة تأسيس المشروع، وإنشاء مكتب صغير في إثيوبيا لخدمة المجتمعات الصومالية النازحة هناك وفي جيبوتي.
في عام 1989، افتتح دهبشيل أول مكتب له في لندن حيث وصل عدد من الصوماليين خلال الحرب. كان الفرع في وايت تشابل يديره ابن محمد دوالي، عبد الرشيد دوالي، الذي بدأ في توسيع الأعمال التجارية مع نمو عدد السكان الصوماليين في المملكة المتحدة.

## صناعة تحويل الأموال الصومالية

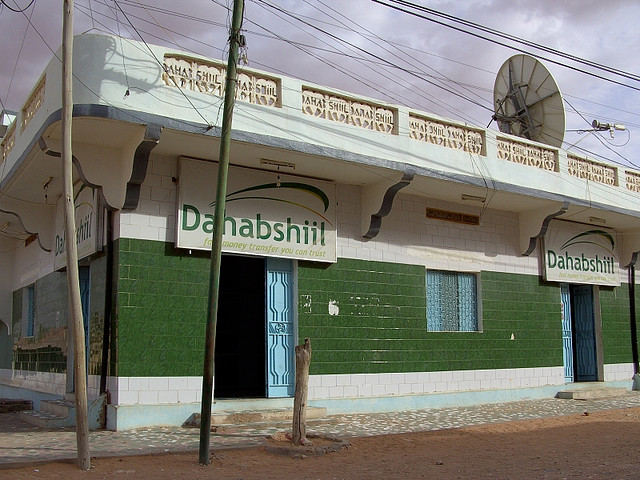
منفذ امتياز دهبشيل في بونتلاند، الصومال.

أصبحت خدمات تحويل الأموال صناعة كبيرة في أرض الصومال. تختلف تقديرات القيمة الإجمالية للتحويلات المالية من المغتربين الصوماليين إلى الوطن الأم. ومع ذلك، أشارت دراسة حديثة أجراها برنامج الأمم المتحدة الإنمائي إلى أن الرقم حوالي 1.6 مليار دولار، أرسله إلى حد كبير مهاجرون في الولايات المتحدة وأوروبا ومنطقة الخليج. يقدر خبراء الصناعة أن دهبشيل تتعامل مع حوالي ثلثي جميع التحويلات المالية إلى المناطق الناطقة بالصومالية.
معظم مشغلي تحويل الأموال الصوماليين (MTOs) هم أعضاء معتمدين إما في جمعية تحويل الأموال الصومالية (SOMTA)، وهي منظمة شاملة تنظم قطاع تحويل الأموال في المجتمع، أو سابقتها، جمعية الخدمات المالية الصومالية (SFSA). إلى جانب دهبشيل، تشمل شركات تحويل الأموال الصومالية: قران إكسبريس، مستقبل، أمل إكسبرس، كاه إكسبرس، هودان جلوبال، أوليمبيك، أمانة إكسبرس، إفتن إكسبريس وتوكل إكسبرس الميزة الفريدة لشركات تحويل الأموال الصومالية هي أنها تفرض رسوم عمولة أقل من نظيراتها الغربية. عادة حوالي 5 ٪ لمبالغ تصل إلى 1000 دولار، وهو نطاق يشمل الغالبية العظمى من تحويلات الأسر الصومالية. بالنسبة للمبالغ التي تزيد عن 1000 دولار، تفرض شركات تحويل الأموال الصومالية عمولات من 3٪ إلى 4٪، وهي أقل بكثير من رسوم ويسترن يونيون التي تبلغ 7.1٪ ورسوم موني جرام 7.2٪ لإرسال مبالغ مماثلة إلى إثيوبيا. تتراوح رسوم تحويل الأموال الخيرية بين 0٪ و 2٪.
تمثل الأموال التي يحولها المغتربون الصوماليون ما يقرب من ربع دخل الأسرة في أرض الصومال، وقد ساعدت في الحفاظ على المجتمعات المحلية في بعض المناطق النائية في القرن الأفريقي. مع حصول حوالي 40٪ من الأسر على هذه المساعدة من أقارب يعملون في الخارج، أثبتت التحويلات أنها مهمة في تعزيز نشاط القطاع الخاص في مجالات الاتصالات والنقل والإسكان، وكذلك في البنية التحتية الأساسية والصحة والتعليم. وقد قيل أيضًا إن تدفق رأس المال الأجنبي إلى الداخل ساعد في الحفاظ على الشلن الصومالي واقفًا على قدميه وتعويض ضغوط الإهلاك والتضخم.

## بنية تحتية

### الفروع وشبكة التحويل
دهبشيل هي أكبر مشغلي تحويل الأموال الصوماليين (MTOs)، بعد أن استولت على معظم السوق التي أخلتها شركة البركات. يقع المقر الرئيسي للشركة في دبي ويعمل بها أكثر من 2000 شخص في 144 دولة، مع 130 فرعًا في الصومال، و 130 فرعًا إضافيًا في المملكة المتحدة، و 400 فرعًا على مستوى العالم. تضم شبكتها العالمية أكثر من 24000 موقع وكيل وفرع، وتقدم الشركة إشعارًا عبر الرسائل القصيرة والتحويلات عبر الإنترنت على مدار 24 ساعة.

### منتجات وخدمات

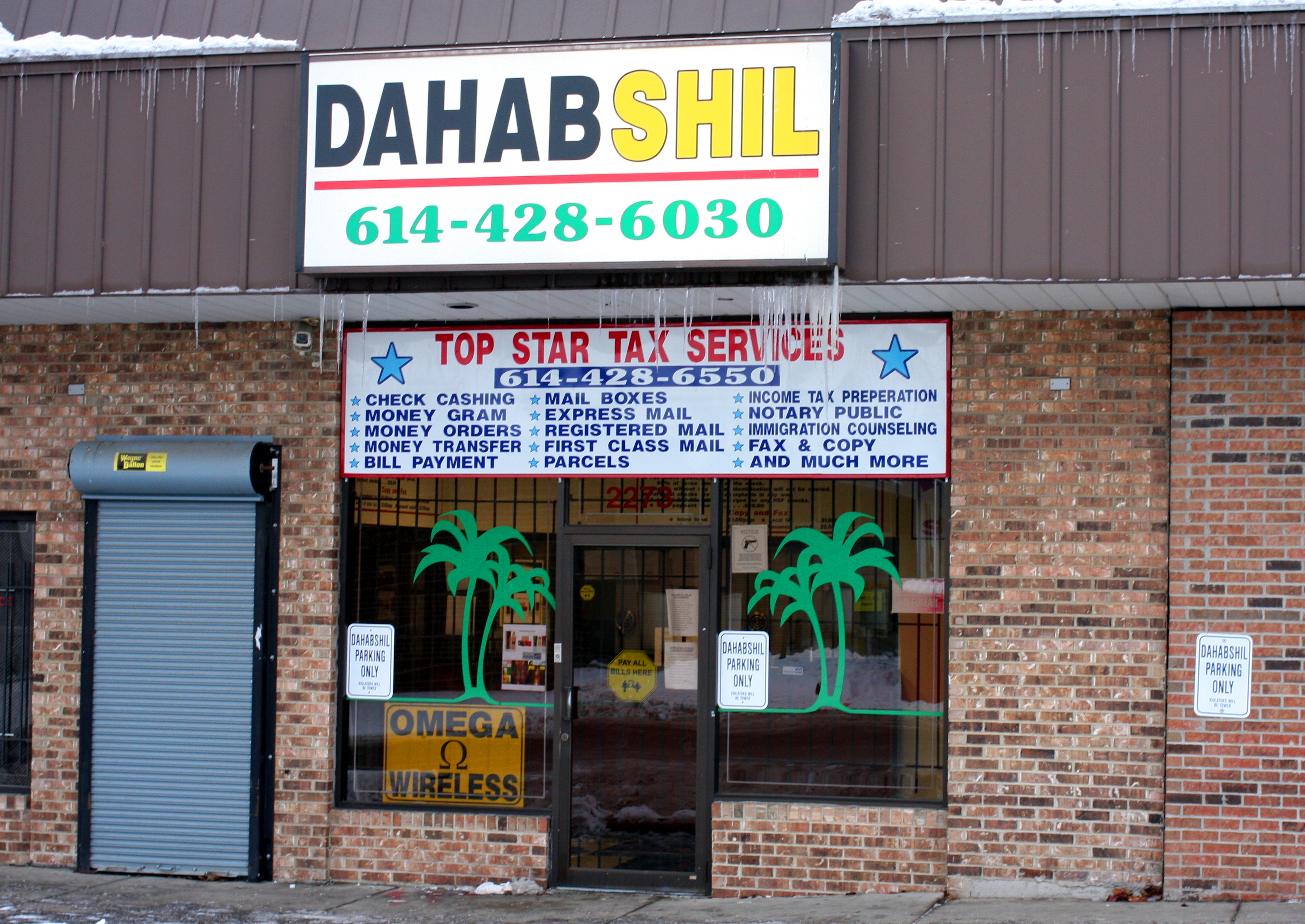
منفذ امتياز دهبشيل في كولومبوس، أوهايو، الولايات المتحدة الأمريكية.

لا يزال تحويل التحويلات هو الأعمال الأساسية لدهبشيل، لكن الشركة تنوعت لتقديم خدمات مالية للمنظمات الدولية والشركات والأفراد. تستخدم معظم منظمات التنمية الدولية الرئيسية العاملة في أرض الصومال دهبشيل لتحويل الأموال، بما في ذلك الأمم المتحدة ومنظمة الصحة العالمية والبنك الدولي وأوكسفام ومنظمة إنقاذ الطفولة والرعاية الدولية.
في عام 2008، استحوذ دهبشيل على حصة الأغلبية في سومتل، وهي شركة اتصالات مقرها صوماليلاند متخصصة في النطاق العريض عالي السرعة والإنترنت عبر الهاتف المحمول وخدمات الهاتف المحمول. زود الاستحواذ دهبشيل بالمنصة اللازمة للتوسع اللاحق في الخدمات المصرفية عبر الهاتف المحمول، وهي صناعة نامية في القطاع المصرفي الإقليمي.
في أوائل عام 2009، افتتح دهبشيل بنكًا إسلاميًا، بنك دهبشيل الدولي، في جيبوتي. يقدم بنك دهب شل، وهو بنك دولي، خدمات للشركات والعملاء من القطاع الخاص المطالبين بتمويل متوافق مع الشريعة الإسلامية. مركز العمليات على تمويل الأصول وتمويل الشراكة وتمويل الإيجار.
في نفس العام، تعاونت دهبشيل مع كبار تجار التجزئة والفنادق والمطاعم ومحطات الوقود الصومالية لإطلاق «دهب شل إيكاش»، أول خدمة بطاقة خصم في أرض الصومال.

### الاستثمار المجتمعي
دهبشيل تستثمر 5٪ من أرباحها السنوية في مشاريع مجتمعية تهدف إلى تحسين المدارس والمستشفيات والزراعة وخدمات الصرف الصحي. كما ترعى عددًا من الأحداث الاجتماعية، بما في ذلك مهرجان الأسبوع الصومالي وجمعية الشباب الصومالي الرياضية في المملكة المتحدة، والتي تساعد على تعزيز التفاهم والتعاون من خلال الفن والثقافة والرياضة الصومالية، على التوالي. بعد كارثة تسونامي عام 2004، ساعدت الشركة في توفير الإغاثة الفورية للأشخاص في مناطق الصومال الأكثر تضرراً. في عام 2009، تبرعت الشركة أيضًا بمبلغ 20000 دولار لإنشاء مرفق للصحة العقلية على أحدث طراز في غارو، العاصمة الإدارية لمنطقة شمال شرق بونتلاند في الصومال.

### الامتثال
تدار خدمات دهبشيل وفقًا للأنظمة الدولية لمكافحة الإرهاب وغسيل الأموال والأنشطة غير القانونية الأخرى. الشركة عضو في الرابطة الدولية لشبكات تحويل الأموال (IAMTN) وجمعية تحويل الأموال في المملكة المتحدة ورابطة تحويل الأموال بالولايات المتحدة الأمريكية.
في عام 2010، أصبحت دهبشيل أول شركة مدفوعات دولية تحصل على ترخيص من هيئة الخدمات المالية في المملكة المتحدة (FSA)، بموجب لوائح خدمات الدفع في ذلك العام والتي تتطلب أعلى معايير الأمان وحماية العملاء والشفافية وسرعة التسليم.
في مايو 2013، أعلن بنك باركليز عن قراره بإنهاء علاقة العمل البنكية مع دهبشيل، مشيرًا إلى الافتقار إلى «هياكل حوكمة قوية لمكافحة غسيل الأموال». تم تأجيل القرار بعد أن ضغط المشرعون البريطانيون على باركليز. في يوليو 2013، انضم مو فرح، الحاصل على الميدالية الذهبية الأولمبية الصومالية المولد، إلى المشرعين والناشطين في حملة حثت بنك باركليز على إلغاء قراره بالانسحاب من سوق التحويلات في المملكة المتحدة. في 5 نوفمبر 2013، أصدرت المحكمة العليا في لندن أمرًا مؤقتًا يحافظ على الترتيب المصرفي بين دهبشيل وباركليز حتى الانتهاء من محاكمة كاملة. ووصف القاضي لونسيلوت هندرسون قرار بنك باركليز بإنهاء حساب دهبشيل بأنه «غير عادل»، وطالب بإجراء فحص تفصيلي لأسباب قرار البنك. وقد أنهى باركليز منذ ذلك الحين علاقته مع دهبشيل كجزء من التخلص من المخاطر.

### شراكة
في سبتمبر 2020، تعاونت دهب شيل مع شركة مايكو لتحويل الأموال، وهي شركة رواندية ناشئة في التكنولوجيا المالية.

## الخلافات

### معتقل في خليج غوانتانامو
في فبراير 2009، كتب بيتر فين في صحيفة واشنطن بوست، واستشهد بمزاعم بأن أسير غوانتانامو محمد سليمان بري، أثناء عمله لدى دهبشيل، ربما يكون قد غسل الأموال للإرهابيين. وأشار إلى أن هذا كان مثالاً على الصعوبات التي واجهت فريق العمل المشترك الذي وضعه الرئيس الأمريكي باراك أوباما لإجراء مراجعات جديدة لوضع المعتقلين.

### ميزة غير عادلة من خلال العلاقات مع الحكومة
منذ انتخاب أحمد محمد محمود لمنصب الرئيس في عام 2010، اتهمه بعض الصحفيين والجماعات السياسية الصومالية بمنح دهبشيل ميزة غير عادلة والسيطرة الكاملة على التحويلات الصومالية، التي تلعب دورًا مهمًا في الاقتصاد المحلي. غالبًا ما تستند هذه المزاعم إلى حقيقة أن أحمد محمد محمود قد عين علي حسن، ابن عم دهبشيل المؤسس، رئيسًا لمجلس الوزراء، وسعد حاجي علي شعيرة، الرئيس التنفيذي السابق للشركة وزيراً 

### اغلاق الموقع
في عام 2011، زعمت مجموعة من الصحفيين الصوماليين المستقلين أن دهبشيل قد نجحت مؤقتًا في إقناع مضيف الويب الخاص بهم بإغلاق موقعهم لأنهم نشروا قصصًا تنتقد الشركة. قاموا بنشر نسخة من رسالة بالفاكس إلى خدمة الاستضافة على الويب، يطالبون فيها بحذف أكثر من اثني عشر من مقالاتهم حول دهبشيل. كما أشار الصحفيون إلى أن إحدى القصص التي أراد دهبشيل إزالتها تتعلق بأغنية للمغني الصومالي الشهير سعدو علي ورسام تنتقد دهبشيل.

### بيل بوتينجر
في عام 2011، أشار تحقيق سري أجرته صحيفة إندبندنت إلى أن شركة العلاقات العامة بيل بوتينجر قد تعاقدت مع دهبشيل لتقليل أي تقارير سلبية عن الشركة، بما في ذلك قضية معتقلي خليج غوانتانامو. قام المسؤولون التنفيذيون في بيل بوتينجر بتفصيل تقنياتهم، والتي يُزعم أنها تضمنت التلاعب بترتيب نتائج بحث جوجل لمنع التغطية غير المرغوب فيها، وتفاخروا أيضًا بأن لديهم «فريقًا» يمكنه إدارة مقالات ويكيبيديا. قيل أن العقد كان ناجحًا.

### حسين وآخرون ف. دهبشيل
في 9 ديسمبر 2015، رفع نجل الفنان الصومالي المقتول سعدو علي ورسامي دعوى قضائية ضد دهبشيل أمام محكمة فيدرالية أمريكية. ادعى المدعي الحربي حسين أن الشركة مولت اغتيال والدته وغيرها من حركة الشباب الإرهابية. الشكوى المكونة من 24 صفحة والمقدمة في محكمة مقاطعة الولايات المتحدة للمنطقة الجنوبية لنيويورك  تتبع مسيرة علي الموسيقية ومعارضتها للمجلس العسكري السابق وانتقادها الصريح للشركة الذي استلزم نشر أغنية حيث أشارت إلى دهبشيل على أنها «مصهر الدم» خلافا لمعناه الأصلي «مصهر الذهب».

## روابط خارجية
- رجل المال يخدم الشتات الصومالي.
- كيف تستخدم مجتمعات النازحين التكنولوجيا للوصول إلى الخدمات المالية - بقلم عبد الرشيد دوالي.